# المقراني (ولاية البويرة)
المقراني بلدية بولاية البويرة.
تعتبر بلدية المقراني وليدة التقسيم الإداري الأخير لسنة 1984، حيث كانت تسمى سابقا (قبل التقسيم الإداري) بسوفلات نسبة للوادي الذي يعبرها، ثم اعطيـت لها تسميــة الماجن إلى غاية عام 1986 حيث تمت إعادة تسميتها بالمقرانـي نسبـة إلى زعيم المقاومة الشعبية (الشيخ محمد المقراني)الذي سقـط شهيدا بالمنطقة (كدية المسدور) في 05/05/1871، وهي تقع في النهاية الشرقية لسلسلة الأطلس البليدي وهي على العموم منطقة جبلية وعرة محاطة بسلاسل جبلية مغطاة بكساء غابي، تبلغ مساحتها 55 كلم 2، سكانها 3994 نسمة، يحدها من الشمال كل من : بلديتي معالة وقادرية ومن الشمال الغربي بلدية اليسري ومن الشرق : بلدية جباحية ومن الغرب ولايـة المدية ومن الجنوب بلدية سـوق الخميس.
يوجد بها قبة وضريح الولي الصالح سيدي سالم بن مخلوف، كما توجد مآثر تعـود إلى الحقبة الاستعمارية تتمثل في خمـــس مراكز مراقبة عسكرية لا تزال على حالتها لحد الساعة، كمـا عرفت المنطقة معارك ضارية بين جيش الاستعمار والمجاهدين الشئ لذي أدى إلى سقوط العديد من الشهداء ومن جهة أخرى تكبيد قوات العدو خسائر فادحة في الأرواح والآليات فمنطقة المقراني، كانت تعتبر مركز عبور للمجاهدين من الشـرق إلى الغرب.

## مواضيع ذات صلة
- بلديات ولاية البويرة
- دوائر ولاية البويرة